# Wilhelm Marks von Würtenberg
Nils Wilhelm Marks von Würtenberg, född den 16 oktober 1743 på Högsrums säteri i Fliseryds socken, Kalmar län, död den 10 december 1817 i Stockholm, var en svensk jurist. Han var brorson till Gotthard Wilhelm Marcks von Würtenberg. Denne Wilhelm var medlem av adliga ätten nr 1726.
Marks von Würtenberg blev gymnasist 1757 ochstudent vid Uppsala universitet 1761. Han avlade kansliexamen 1762 och blev extra ordinarie kanslist i justitierevisionsexpeditionen 1764, extra ordinarie riddarhuskanslist 1765, kopist 1770, kanslist samma år, tredje protokollssekreterare 1773, andre protokollssekreterare 1775 och förste protokollssekreterare samma år. Marks von Würtenberg befordrades i justitierevisionsexpeditionen till revisionssekreterare 1777. Han blev riddarhusdirektör 1779 och härold vid Kunglig Majestäts Orden 1794. Marks von Würtenberg blev ledamot av rikets ärendens allmänna beredning 1793 och slutligen justitieråd 1810. Han blev ämnessven i vetenskapsakademien 1772, ledamot av vetenskaps- och vitterhetssamhället i Göteborg 1776, hedersledamot av vitterhetsakademien 1808 och ledamot av Samfundet för utgivande av handskrifter rörande Skandinaviens historia 1815. Marks von Würtenberg fick 1812 av ridderskapet och adeln i uppdrag att för livstiden ha överinseendet över riddarhusets arkiv. För eftervärlden är han mest känd genom det omfattande manuskript (23 band) där han sammanförde allt tryckt och i riddarhusets arkiv förvarat otryckt material om den introducerade svenska adeln. Detta verk, som han testamenterade till riddarhuset, kom att lägga den huvudsakliga grunden till de av Gabriel Anrep utgivna ättartavlorna.